# کوه کنستانس
کوه کنستانس (به انگلیسی: Mount Constance) یک کوه و قله در ایالات متحده آمریکا است که در واشینگتن واقع شده‌است. کوه کنستانس ۲٬۳۶۴٫۰۶ متر بالاتر از سطح دریا واقع شده‌است.